# 善飞货运航空
善飞货运航空（俄语：ЗАО «Авиационная компания „Добролёт“»）曾是一家总部位于俄罗斯莫斯科的货运航空公司。该公司于1992年创立，经营货运班线。

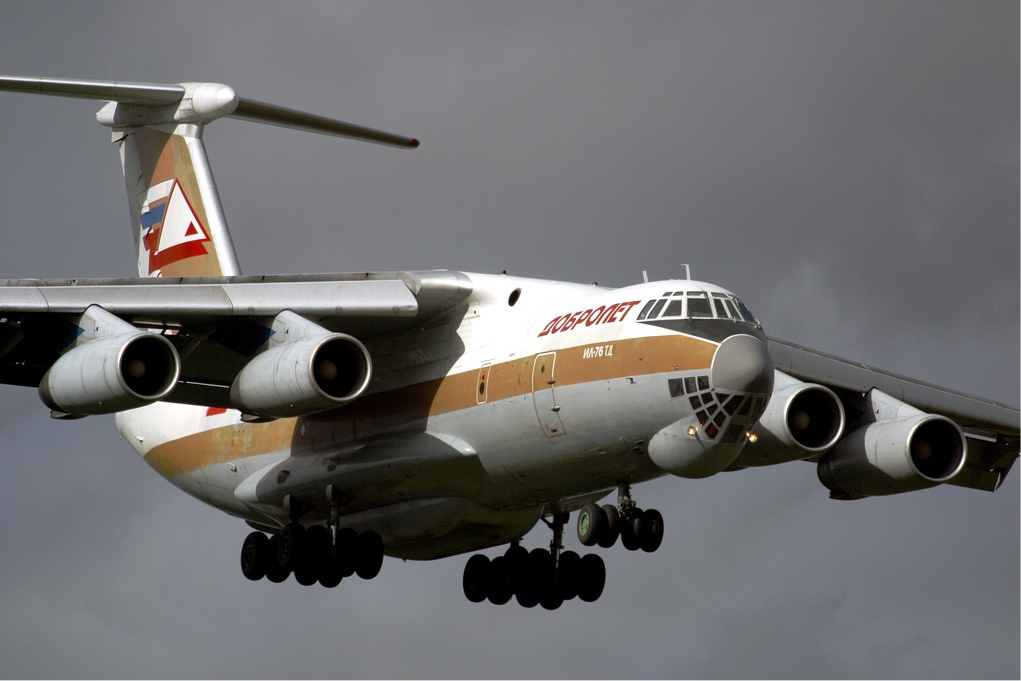
一架善飞货运航空的伊尔-76TD飞机

## 机队
善飞货运航空的机队由3架伊尔-76TD飞机组成。
2007年5月10日，一架伊尔-76货运飞机（注册号：EX-093）在刚果共和国黑角機場坠毁。